# Nenngröße 00

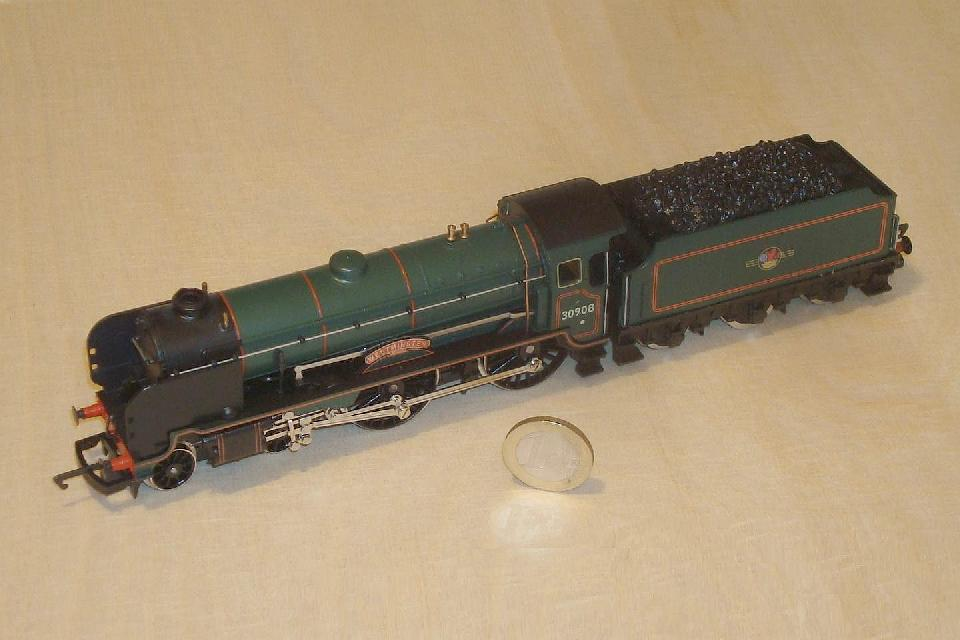
Größenvergleich der Schlepptender-Dampflokomotive Westminster der ehemaligen British Railways mit einer Ein-Euro-Münze

Die Nenngröße 00 (gesprochen: Nenngröße Null Null), in Großbritannien auch unter dem Begriff 4 mm scale und Double 0 gängig, ist eine durch das British Railway Modelling Standards Bureau (BRMSB) genormte Baugröße für Modelleisenbahnen. Die Normalspur mit einer Vorbild-Spurweite von 1435 mm weist dabei eine Modell-Spurweite von 16,5 mm auf und wird umgangssprachlich als Spur 00 bezeichnet. Der Maßstab beträgt 1:76. Damit entsprechen 4 mm im Modell rund einem Fuß (304,8 mm) beim Vorbild.
Die Spur 00 mit einer Modell-Spurweite von 16,5 mm hat dieselbe Modell-Spurweite wie die in Kontinentaleuropa und Nordamerika verwendete Spur H0.
Der Maßstab 1:76 ist auch sehr beliebt bei Spritzguss-Modellautos und -Lastwagen.

## Geschichte

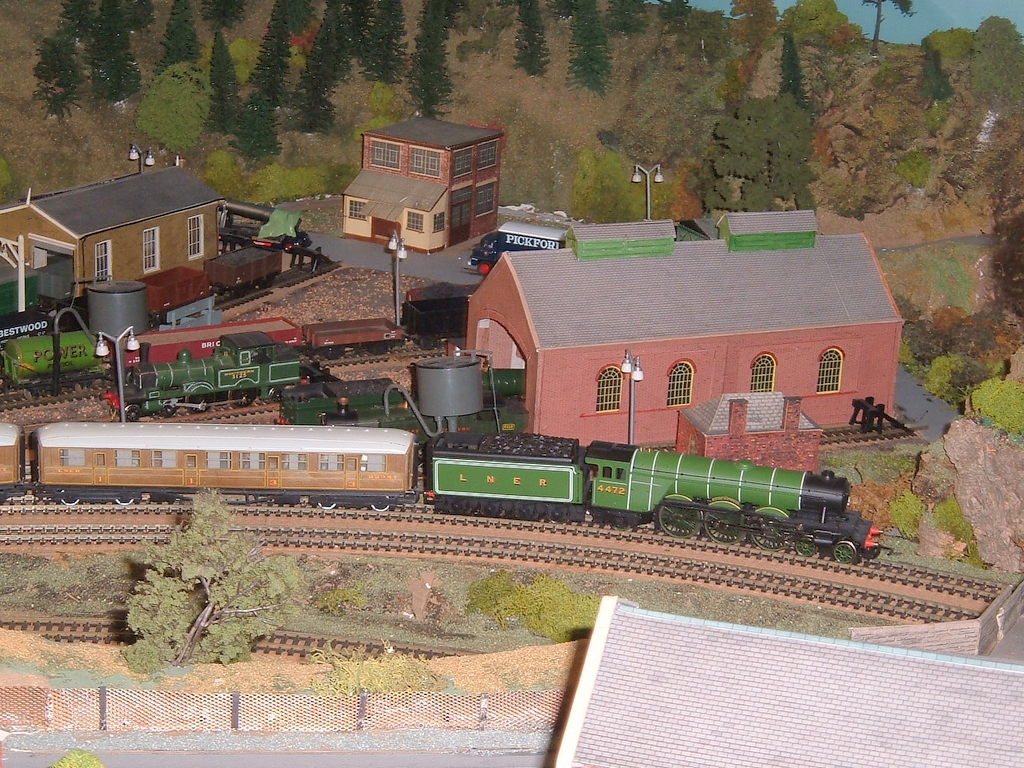
Flying Scotsman auf einer Modelleisenbahnanlage der Spur 00 des Brighton Toy and Model Museum

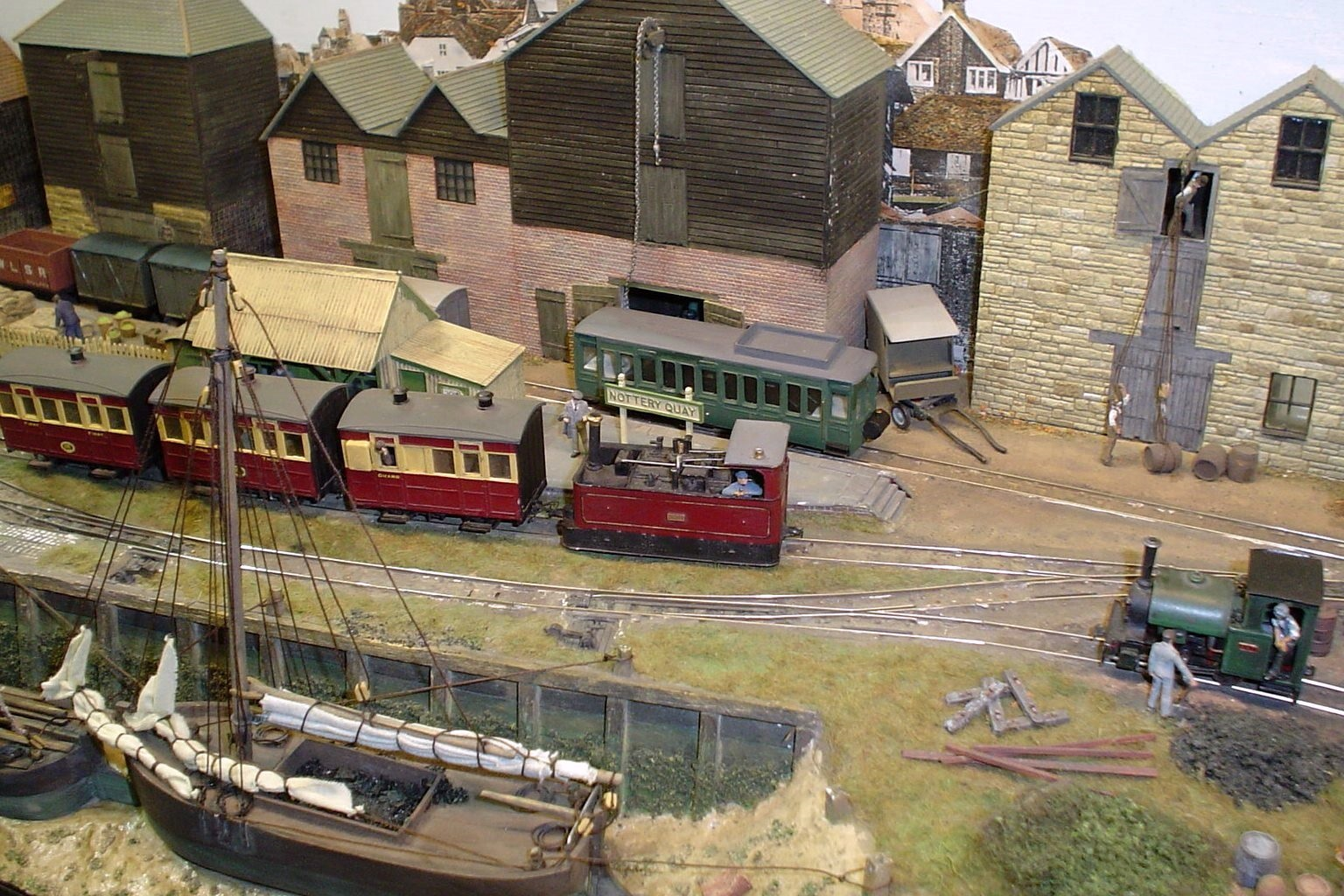
Ausschnitt einer im englischen Stil gestalteten Anlage in der Spur 00-9

Bereits vor dem Zweiten Weltkrieg gab es Bestrebungen, aus der weit verbreiteten Spur 0 mit einer Spurweite von 32 mm halb so große Bahnen zu entwickeln. Maßstäbe und Nenngrößen waren zu dieser Zeit noch nicht genormt. Es gab von den einzelnen Herstellern für die Spur 0 sogar oft mehrere Produktionslinien mit unterschiedlich großen Fahrzeugen, um preiswerte und teurere Bahnen anbieten zu können. 
Für die kleinen Bahnen mit Spurweiten um 16,0 mm  prägte sich der Begriff Tischbahnen ein, da diese Bahnen deutlich weniger Platz benötigten. Außerdem konnten sie aufgrund des geringeren Materialbedarfs günstiger angeboten werden. Zu den ersten Anbietern gehörten Bing mit der oft nach England verkauften Table Top Bahn von 1922 sowie Distler und Bub. Zu diesen Bahnen gab es zunächst nur wenig Zubehör, meist wurde nur eine Packung mit Gleisoval, Uhrwerks-Lokomotive, Wagen und wenig Zubehör verkauft. Bing konnte aber bereits 1924 elektrische Lokomotiven für die Tischbahn liefern.
In Deutschland griffen die Vereinigten Spielwarenfabriken Nürnberg unter der Leitung von Stephan Bing die Spurweite 16,0 auf und präsentierten zur Leipziger Frühjahrsmesse 1935 mit Trix Express eine modernere Bahn. Märklin folgte zur Leipziger Herbstmesse 1935 mit einer Bahn für die gleiche Spurweite, aber mit einem anderen elektrischen System. In dieser Zeit etablierte sich der Begriff Spur 00. Ein konkreter Maßstab war aber weiterhin noch nicht festgelegt, zumal die ersten Lokomotiven und Wagen noch sehr verkürzt waren. Erst zur Leipziger Herbstmesse 1937 führte Trix den Maßstab 1:90 ein und ergänzte das Programm um eine Modellserie mit einer nahezu maßstäblichen 2C1-Schnellzuglokomotive und langen Schnellzugwagen. Der Begriff Spur 00 wurde auch noch nach dem Zweiten Weltkrieg bis ca. 1953 verwendet, wie aus den Modellbahnkatalogen nachvollziehbar ist. 
Aus diesen Bahnen entwickelte sich Mitte der 1950er Jahre in Kontinentaleuropa wie auch in Nordamerika die Spur H0 (gesprochen: Spur Ha-Null) und Maßstäben von 1:82 bis 1:87 und einer Spurweite von 16,5 mm. In Großbritannien entstand daraus die Spur 00 mit Maßstäben von 1:72 bzw. 1:76. und ebenfalls einer Spurweite von 16,5 mm auf. 
Der Begriff Nenngröße mit zugeordneten einheitlichen Maßstäben wurde erst deutlich später eingeführt und genormt.
Die Bezeichnung der Nenngröße 00 als ursprüngliche Bezeichnung für die Nenngröße H0, in England auch unter dem Begriff 3.5 mm scale gängig, sollte heute nur noch im geschichtlichen Zusammenhang verwendet werden, da dies zu Verwechslungen führen kann.

## Spurweiten
Folgende Modell-Spurweiten sind für den Maßstab 1:76,2 durch das British Railway Modelling Standards Bureau (BRMSB) festgelegt oder sind länderspezifisch und überregional gebräuchlich:
| Spur  | Bezeichnung | Modell-Spurweite | Vorbild-Spurweite       | Bemerkung                                                                              |
| ----- | ----------- | ---------------- | ----------------------- | -------------------------------------------------------------------------------------- |
| EM    | Normalspur  | 18,2 mm          | 1435 mm (4 Fuß 8½ Zoll) | Ausnahme (Kleinserienhersteller)                                                       |
| 00    | Normalspur  | 16,5 mm          | 1435 mm (4 Fuß 8½ Zoll) | Regelfall (Groß- und Kleinserienhersteller), Modell-Spurweite entsprechend der Spur H0 |
| 00-12 | Kapspur     | 12 mm            | 1067 mm (3½ Fuß)        | Modell-Spurweite entsprechend der Spur H0m                                             |
| 00n3  | Schmalspur  | 12 mm            | 0914 mm (3 Fuß)         | Modell-Spurweite entsprechend der Spur H0m                                             |
| 00-9  | Schmalspur  | 09 mm            | 0762 mm (2½ Fuß)        | Modell-Spurweite entsprechend der Spur H0e                                             |

## Spur EM, Spur EEM und Spur P4 beziehungsweise Spur S4

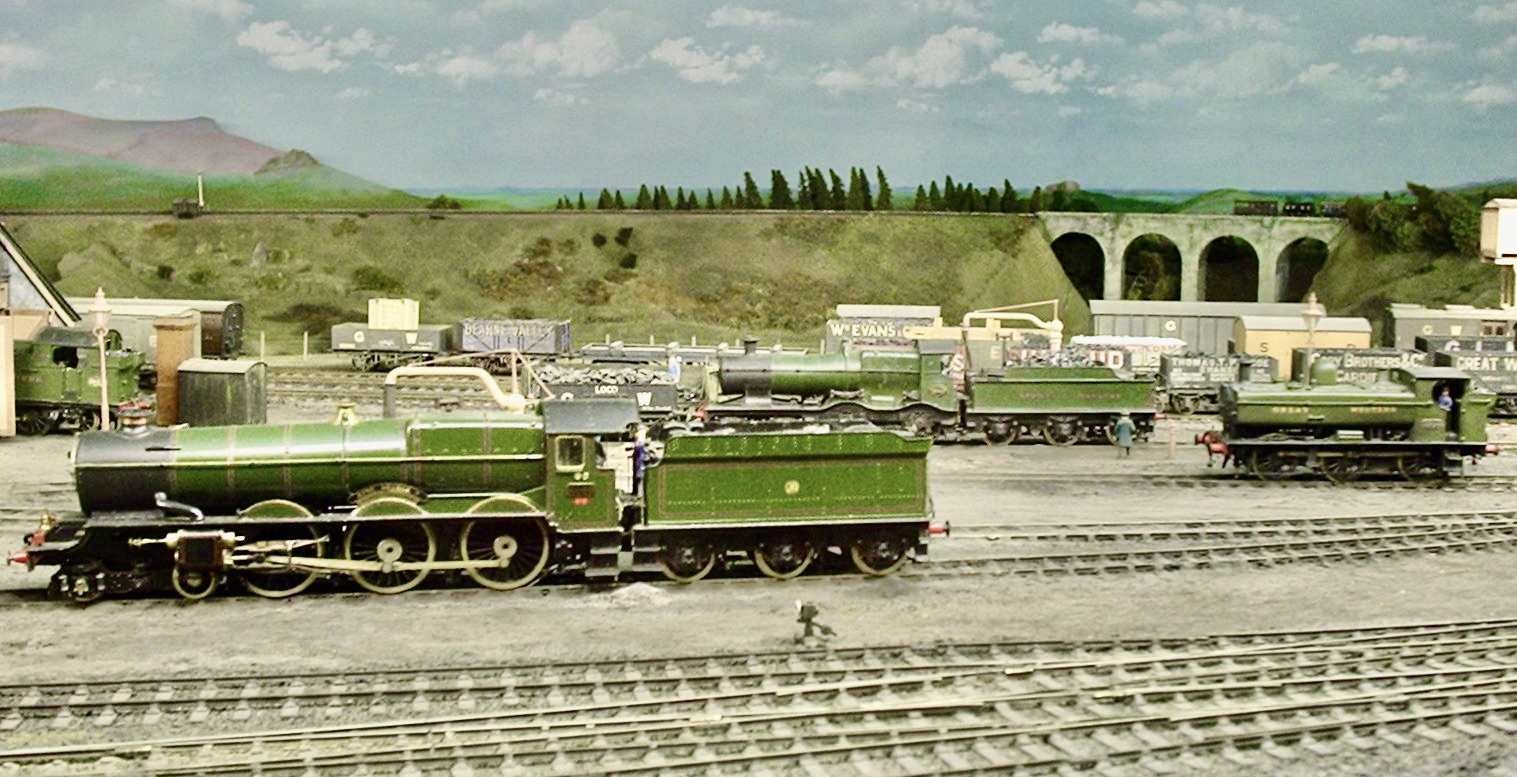
Spur EM Lokomotiven von Guy Williams im Pendon Museum, England, 2006

Bei der Spur 00 beträgt die Modellspurweite aus geschichtlichen Gründen 16,5 mm. Ursprünglich betrug diese kurzzeitig sogar nur 16,0 mm, entsprechend der Hälfte der Spur 0, in der auch der Ursprung der Spur 00 liegt. Eine überwiegende Mehrheit an Spielzeug- und Modelleisenbahner lebt mit diesem Sachverhalt ganz gut, können doch so auch die weltweit erhältlichen Spur-H0-Gleise mit der gleichen Modellspurweite von 16,5 mm benutzt werden.
Da einer Minderheit an Modelleisenbahner die maßstäbliche Abweichung zur Vorbildspurweite aber zu groß scheint, entwickelten sich aus der Spur 00 weitere Modellspurweiten, die das Vorbild von den Proportionen und vom Maßstab genauer wiedergeben.
Als Dachverbände für diese Spurweiten gelten die E.M. Gauge Society bzw. Scalefour Society.

### Spur EM
Die Spur EM (EM = eighteen millimetre) ist eine vorwiegend in Großbritannien verbreitete Spurweite für Modelleisenbahnen im Maßstab 1:76,2 bei einer Spurweite von 18,2 Millimeter für die Nachbildung der Normalspur.
Während die von der Spur 00 übernommene Modellspurweite von 16,5 mm zu einer Vorbildspurweite von 1257 mm führt, gibt die Spur EM mit einer Modellspurweite von 18,2 mm die Normalspur bei einem Maßstab von 1:76,2 mit 1387 mm etwas genauer wieder. Dies bedingt aber ein eigenes Gleissystem das jedoch weitgehend selber gebaut werden muss. Das Rollmaterial muss entsprechend umgespurt werden, von Kleinserienherstellern bezogen oder aber selber gebaut werden. Die Spur EM ist darum nicht wirklich weit verbreitet.

### Spur S4 beziehungsweise Spur P4
Dem Original der Normalspur noch näher kommt die Spur S4 (Scalefour) beziehungsweise Spur P4 (Protofour) mit einem Schienenabstand von 18,83 Millimetern.

### Geschichte
Etabliert wurde die Spur EM während des Zweiten Weltkrieges durch das British Model Railways Standards Bureau (BRMSB) mit einer Spurweite von 18 mm (ursprünglich als Spur EM bezeichnet). Später erfolgte die Verbreiterung auf 18,2 mm (ursprünglich als Spur EEM bezeichnet). Nachdem die Spurweite von 18,2 mm allgemein als einziger Standard akzeptiert worden war, hat sich die Spur EM für die Spurweite 18,2 mm durchgesetzt.

## Trivia
Teilweise wird in Großbritannien für die Bezeichnung der Nenngröße oder der Spur der Buchstabe O statt der Ziffer 0 verwendet.
Für die Schmalspurbahnen ist die Bezeichnung in England uneinheitlich. In diesem Artikel wird die Schreibweise einheitlich wie folgt angewendet: 00 für die Nenngröße und Modell-Spurweite in mm mit Bindestrich getrennt. Beispiel: 00-12.